# René Goscinny
René Goscinny (sinh ngày 14 tháng 8 năm 1926, mất ngày 5 tháng 11 năm 1977) là một nhà văn và biên kịch truyện tranh người Pháp. Ông được coi là người đi tiên phong trong nghề biên kịch nội dung cho truyện tranh ở Pháp vốn trước đó chưa từng tồn tại. Với những tác phẩm nổi tiếng như Astérix (Albert Uderzo minh họa), Lucky Luke (Morris minh họa), Iznogoud (Jean Tabary minh họa), René Goscinny được coi là một trong những tác giả truyện tranh Pháp nổi tiếng nhất và cũng là một trong những nhà văn Pháp được biết tới nhiều nhất trên thế giới với khoảng 500 triệu ấn bản đã được lưu hành bằng nhiều thứ tiếng.

## Tiểu sử
René Goscinny sinh ngày 14 tháng 8 năm 1926 tại số 42 phố Fer-à-Moulin, Paris trong một gia đình gốc Ba Lan, họ Gościnny, vốn phổ biến ở Ba Lan, có nghĩa là "hiếu khách". Bố của René, ông Stanisław "Simkha" Gościnny, là một kỹ sư hóa học người gốc Warszawa, còn mẹ của René, bà Anna (họ khai sinh Bereśniak) là con gái của một giáo sĩ Do Thái người gốc Khordorkow (nay thuộc Ukraina. René Goscinny có một anh trai là Claude Goscinny sinh ngày 10 tháng 12 năm 1920.
Hai năm sau khi René ra đời, cả gia đình Goscinny di cư sang Buenos Aires, Argentina sau khi ông Stanislas nhận được một công việc ở đất nước Nam Mỹ này. Ngay từ khi còn nhỏ, René đã bộc lộ khiếu hài hước ở lớp học tại Argentina. Tháng 12 năm 1943, ông Stanislas qua đời buộc chàng thanh niên René mới 17 tuổi phải hành nghề kế toán để kiếm sống. Không lâu sau đó, Goscinny bỏ công việc kế toán để làm họa sĩ cho một công ty quảng cáo.

## Sự nghiệp
Năm 1945 René cùng mẹ rời Argentina tới sống tại New York. Một năm sau đó Goscinny trở về Pháp và nhập ngũ, ông phục vụ trong tiểu đoàn bộ binh số 141 đóng tại Aubagne một thời gian ngắn rồi lại tới New York. Năm 1948, René tìm được một chân họa sĩ truyện tranh tại một xưởng nhỏ, ông hợp tác cùng với các nghệ sĩ Harvey Kurtzman, Willy Elder, John Severin và Jack Davis của nhóm Mad Magazine.
Năm 1951, nhận lời của Georges Troisfontaines, giám đốc thông tấn xã World Press, René Goscinny quay trở về Paris làm việc. Tại đây ông đã gặp họa sĩ truyện tranh Albert Uderzo, người sau này hợp tác lâu dài với René trong loạt Astérix. Bên cạnh công việc tại phân xã Paris của World Press, Goscinny cũng sáng tác cho báo Bonnes Soirées và một tạp chí dành cho phụ nữ. Ngày 6 tháng 9 năm 1956, Goscinny được André Fernez, tổng biên tập tạp chí truyện tranh Le Journal de Tintin mời làm việc vì danh tiếng biên kịch và hài hước của ông. Tại đây, Goscinny đã đảm nhiệm vai trò biên kịch nội dung cho nhiều họa sĩ truyện tranh như khách như Jo Angenot (Mottie la marmotte), Dino Attanasio (Signor Spaghetti) và Albert Uderzo (Oumpah-Pah từ 1958 đến 1962, Poussin et Poussif, La Famille Moutonet). Tài năng của Goscinny đã giúp Le Journal de Tintin khôi phục lại được vị trí trong làng xuất bản truyện tranh Pháp bên cạnh đối thủ Journal de Spirou. Chính Goscinny cũng đã nói rằng ông đã làm được một khối lượng công việc khổng lồ trong thời gian ở Le Journal de Tintin.
Cũng trong thời gian này, René Goscinny còn hợp tác với Morris trong loạt truyện tranh cao bồi nổi tiếng Lucky Luke (1955-1977). Năm 1959, ông cùng các đồng nghiệp của nhóm xuất bản Édifrance/Édipresse cho phát hành tạp chí truyện tranh mới Pilote. Ở số đầu tiên của tạp chí, Goscinny cùng Uderzo cho ra mắt độc giả bộ truyện tranh sau này trở thành biểu tượng văn hóa của nước Pháp, Astérix. Ông còn sáng tác bộ truyện cho thiếu nhi nổi tiếng Nhóc Nicolas (le Petit Nicolas) với những minh họa do Jean-Jacques Sempé thực hiện.
Năm 1960, Georges Dargaud mua lại tạp chí Pilote và cử Goscinny làm tổng biên tập trong thời gian 1963-1974. Ngoài loạt truyện Astérix, René Goscinny còn cho ra đời một số tác phẩm đáng chú ý khác như Dingodossiers (Gotlib minh họa) hay Iznogoud (Jean Tabary minh họa).
Ngày 5 tháng 11 năm 1977, René Goscinny qua đời đột ngột sau một cơn đau tim khi mới ở tuổi 51. Ông được an táng tại nghĩa trang Do Thái Château, Nice.

## Đời tư và vinh danh

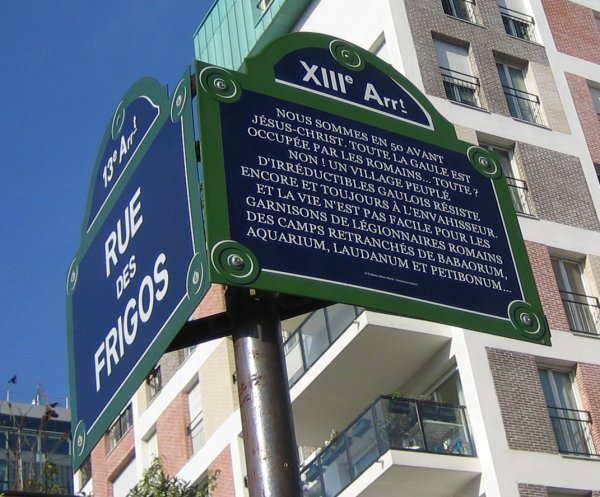
Tấm biển đồng trên phố René-Goscinny thuộc Quận 13, Paris.

Năm 1967 René Goscinny làm đám cưới với Gilberte Pollaro-Millo. Một năm sau đó họ có con gái đầu lòng, Anne, người sau này cũng trở thành một nhà văn.
Sau khi Goscinny qua đời, Uderzo vẫn tiếp tục thục hiện bộ truyện tranh Astérix và để tỏ ý tôn trọng người bạn và đồng nghiệp quá cố, Uderzo vẫn giữ tên Goscinny trong liên danh tác giả của bộ truyện. Cho đến nay Astérix vẫn là bộ truyện tranh được chuyển ngữ nhiều nhất trên thế giới (với 107 ngôn ngữ khác nhau).
Năm 1964, René Goscinny được trao giải thưởng Prix Alphonse Allais dành cho tác phẩm hài với tập truyện Nhóc Nicolas và các bạn (Le Petit Nicolas et les copains) thuộc bộ Nhóc Nicolas. Năm 1967 ông được trao danh hiệu Hiệp sĩ Văn học và Nghệ thuật (Chevalier des Arts et Lettres) của Chính phủ Pháp, ông còn được tặng huân chương Ordre national du Mérite, một trong những phần thưởng cao quý nhất của nhà nước Pháp. Sau khi qua đời, tên của họa sĩ được đặt cho một con phố của Paris, phố René Goscinny. Tên ông còn được đặt cho nhiều trường học, thư viện trên đất Pháp, trường trung học Pháp duy nhất trên đất Ba Lan cũng được đặt tên René-Goscinny.

## Tác phẩm
- Astérix
- Iznogoud
- Les Dingodossiers
- Lucky Luke
- Oumpah-Pah
- Valentin le vagabond
- Le Petit Nicolas